# شادرينسك
شادرينسك (بالروسية: Шадринск) هي إحدى مدن روسيا في الكيان الفدرالي الروسي كورغان أوبلاست.

## المناخ
يظهر الجدول التالي التغييرات المناخية على مدار السنة لشادرينسك:
| البيانات المناخية لـشادرينسك       | البيانات المناخية لـشادرينسك | البيانات المناخية لـشادرينسك | البيانات المناخية لـشادرينسك | البيانات المناخية لـشادرينسك | البيانات المناخية لـشادرينسك | البيانات المناخية لـشادرينسك | البيانات المناخية لـشادرينسك | البيانات المناخية لـشادرينسك | البيانات المناخية لـشادرينسك | البيانات المناخية لـشادرينسك | البيانات المناخية لـشادرينسك | البيانات المناخية لـشادرينسك | البيانات المناخية لـشادرينسك |
| الشهر                              | يناير                        | فبراير                       | مارس                         | أبريل                        | مايو                         | يونيو                        | يوليو                        | أغسطس                        | سبتمبر                       | أكتوبر                       | نوفمبر                       | ديسمبر                       | المعدل السنوي                |
| ---------------------------------- | ---------------------------- | ---------------------------- | ---------------------------- | ---------------------------- | ---------------------------- | ---------------------------- | ---------------------------- | ---------------------------- | ---------------------------- | ---------------------------- | ---------------------------- | ---------------------------- | ---------------------------- |
| الدرجة القصوى °م (°ف)              | 7.5 (45.5)                   | 9.0 (48.2)                   | 20.0 (68.0)                  | 30.6 (87.1)                  | 36.1 (97.0)                  | 37.8 (100.0)                 | 38.9 (102.0)                 | 38.3 (100.9)                 | 33.0 (91.4)                  | 23.1 (73.6)                  | 12.1 (53.8)                  | 7.7 (45.9)                   | 38.9 (102.0)                 |
| متوسط درجة الحرارة الكبرى °م (°ف)  | −11.7 (10.9)                 | −9.6 (14.7)                  | −1.5 (29.3)                  | 9.7 (49.5)                   | 18.1 (64.6)                  | 23.2 (73.8)                  | 24.7 (76.5)                  | 21.7 (71.1)                  | 15.9 (60.6)                  | 7.0 (44.6)                   | −3.4 (25.9)                  | −9.1 (15.6)                  | 7.1 (44.8)                   |
| المتوسط اليومي °م (°ف)             | −15.0 (5.0)                  | −13.8 (7.2)                  | −5.8 (21.6)                  | 4.8 (40.6)                   | 12.5 (54.5)                  | 17.7 (63.9)                  | 19.3 (66.7)                  | 16.4 (61.5)                  | 10.9 (51.6)                  | 3.2 (37.8)                   | −6.3 (20.7)                  | −12.2 (10.0)                 | 2.6 (36.8)                   |
| متوسط درجة الحرارة الصغرى °م (°ف)  | −19.4 (−2.9)                 | −18.7 (−1.7)                 | −10.8 (12.6)                 | −0.5 (31.1)                  | 5.8 (42.4)                   | 11.4 (52.5)                  | 13.6 (56.5)                  | 10.9 (51.6)                  | 5.8 (42.4)                   | −0.6 (30.9)                  | −10.0 (14.0)                 | −16.3 (2.7)                  | −2.4 (27.7)                  |
| أدنى درجة حرارة °م (°ف)            | −45.0 (−49.0)                | −41.0 (−41.8)                | −36.1 (−33.0)                | −22.2 (−8.0)                 | −10.0 (14.0)                 | −3.9 (25.0)                  | 0.0 (32.0)                   | −0.2 (31.6)                  | −8.9 (16.0)                  | −26.0 (−14.8)                | −37.8 (−36.0)                | −45.2 (−49.4)                | −45.2 (−49.4)                |
| الهطول مم (إنش)                    | 28.5 (1.12)                  | 19.9 (0.78)                  | 13.8 (0.54)                  | 30.0 (1.18)                  | 53.2 (2.09)                  | 72.5 (2.85)                  | 77.7 (3.06)                  | 56.7 (2.23)                  | 47.5 (1.87)                  | 27.7 (1.09)                  | 29.3 (1.15)                  | 27.0 (1.06)                  | 483.8 (19.02)                |
| متوسط أيام هطول الأمطار (≥ 0.1 mm) | 18.1                         | 12.7                         | 12.7                         | 9.0                          | 10.1                         | 10.3                         | 7.9                          | 10.5                         | 11.6                         | 12.7                         | 17.5                         | 17.4                         | 150.5                        |
| متوسط الرطوبة النسبية (%)          | 79.9                         | 76.8                         | 73.5                         | 63.6                         | 58.5                         | 67.3                         | 70.8                         | 73.9                         | 73.6                         | 75.1                         | 80.6                         | 80.1                         | 72.8                         |
| ساعات سطوع الشمس الشهرية           | 77.5                         | 112.0                        | 176.7                        | 228.0                        | 266.6                        | 294.0                        | 319.3                        | 238.7                        | 174.0                        | 102.3                        | 87.0                         | 58.9                         | 2٬135                        |
| المصدر: climatebase.ru             |                              |                              |                              |                              |                              |                              |                              |                              |                              |                              |                              |                              |                              |

## أعلام
- يوري بالاشوف